# 상드라 라우라
상드라 라우라(프랑스어: Sandra Laoura, 1980년 7월 21일~)는 프랑스의 전직 프리스타일 스키 선수로 주 종목은 모굴이다. 올림픽에 2회 참가했으며 2006년 동계 올림픽에서 여자 모굴 동메달을 획득했다.